# Antiphytum caespitosum
Antiphytum caespitosum är en strävbladig växtart som beskrevs av Ivan Murray Johnston. Antiphytum caespitosum ingår i släktet Antiphytum och familjen strävbladiga växter. Inga underarter finns listade i Catalogue of Life.